# Thomas Allen (matemàtic)
Thomas Allen   (Uttoxeter, 21 de desembre de 1540 - Gloucester Hall, 30 de setembre de 1632), a vegades escrit Thomas Alleyn, va ser un matemàtic anglès.

## Vida i obra
Allen va néixer a Uttoxeter (Staffordshire). Va estudiar entre 1561 i 1567 al Trinity College (Oxford) del qual va ser anomenat fellow el 1565 i pel qual va mantenir sempre un especial afecte. Degut a les pressions dels anglicans, el 1570 va deixar el Trinity College per incoporar-se al Gloucester Hall , un college de la universitat d'Oxford en el qual es van refugiar molts catòlics com ell. Va romandre al Gloucester Hall fin la seva mort el 1632.
Tot i que no va publicar res, va ser un professor molt preuat a la universitat, i va ser mestre i amic de nombrosos estudiants als quals va encoratjar en els seus estudis.
Va ser un gran humanista que, tot i estar especialitzat en matemàtiques i astrologia, va tenir una gran passió per estudiar i col·leccionar manuscrits antics. A la Biblioteca Bodleiana, encara es conserven uns 250 manuscrits procedents de la seva col·lecció, dels quals aproximadament la meitat son de matemàtiques, però també n'hi ha d'història, de teologia, de medicina, de lleis, etc. També li agradaven tota mena d'instruments científics i autòmats, fins al punt d'ésser considerat un mag. En una ocasió, estant al castell d'un amic, va deixar un rellotge a la seva cambra, i els servents, sentint el tic-tac característic, van creure que era el dimoni i el van llençar, agafant-lo per la cadena, al fossat. Afortunadament, la cadena es va enganxar a les branques d'un arbre i el va poder recuperar.